# 瀬戸内運輸
瀬戸内運輸株式会社（せとうちうんゆ）は、愛媛県今治市に本社を置くバス会社。愛媛県東予地方を中心に路線バス、貸切バスを運行する。通称は「せとうちバス」で、バス車体にも記されている。

## 概要
愛媛県東予地方を主な営業エリアとして、路線バス・貸切バスの運行事業などを営んでいる。路線バス部門は東予地方を中心に、西は松山市、東は四国中央市まで路線網を拡げている。高速バスは東予地区と東京、関西（大阪市・神戸市）、広島（広島市・福山市）、福岡県（福岡市･北九州市）を結ぶ路線を運行する。
保有車両台数は、瀬戸内運輸本社だけでも188両（路線車115両・貸切車73両）、地域子会社としてバス事業を営む瀬戸内海交通、せとうち周桑バスの2社も加えれば238両（路線車153両・貸切車85両）を数える。このうち瀬戸内海交通が37両（路線車31両・貸切車6両）、せとうち周桑バスが13両（路線車7両・貸切車6両）を保有する。愛媛県内有数の観光バス事業者でもある。
またバス事業だけでなく、子会社を通じて貨物輸送、車両整備、タクシーなどの事業を展開している。

## 歴史
前身は瀬戸内商船という広島県尾道市に本社を置く海運・船舶会社で、今治・尾道間や多度津・広島間など瀬戸内海で多くの航路を開設し運行していた。バス事業は1919年に多度津港 - 多度津駅間を結ぶバス路線を開設したことが始まりである。
昭和初期には瀬戸内商船の他、昭和自動車（1927年設立）や文化自動車（1928年設立）、今治自動車（1920年設立）、今治市営バス（1931年設立）などがバス路線を開設し、今治市内ではバス事業者が乱立していた。その後、戦時下に入るとバス事業の戦時統合が行われ、陸運統制令により瀬戸内商船が統合主体となり、東予地域のバス事業者を統合した。また海務院の指導により100トン未満の船舶統合が行なわれるようになり、これに伴い瀬戸内商船も所有船舶を広島県汽船（瀬戸内海汽船の前身）や東海汽船に現物出資し、尾道・今治間の貨物船舶事業（1975年に撤退）以外から撤退した。これによりバス事業者へと転身したのに合わせ、瀬戸内運輸へ商号変更した。
戦後も東予地域においてバス路線を拡大した。1950年に伊予鉄道（現 伊予鉄バス）と協定を結び今治市と松山市・新居浜市や新居浜市と松山市を結ぶ急行バスなどの運行を開始したほか、1964年には伊予鉄道・琴平参宮電鉄と共同で四国急行バス（1977年に解散）を設立し、松山市と高松市を結ぶバス路線の運行を開始した。
1957年には地元自治体と共同で大三島観光交通（現在の瀬戸内海交通）を設立し、大三島など芸予諸島にバス路線を開設した。1965年には新居浜市営バス（新居浜市公営企業局交通課）、1968年には別子山村営バスから路線譲渡を受けた。1973年には百貨店今治センター（後の今治高島屋）に資本参加し子会社化を行い、百貨店事業に進出した。
乗合バスは1969年まで順調に拡大し、年間の営業キロは約1,405万5千km、利用者数は約3,121万人に上った。しかし、1970年代に入ると、モータリゼーションが進む中でバスの利用者は大きく減少した。自家用車の普及が渋滞を招き、定時性の低下によりさらにバス離れを招いた。運賃値上げや運行系統の統廃合など経営の合理化で収入減をカバーするも1982年頃から乗合バスの収支は赤字に転落。1992年度（高速直行バス除く）には年間営業キロは765万7千km、利用者数は529万9千人（対1969年比で16.9％）にまで落ち込んだ。
利用者数が大きく減少する中、バス路線の縮小や営業所の統合、バスのワンマン化、周桑地域のバス路線を新たに設立したせとうち周桑バスへ移管するなどのコスト削減が行われた。また、競合店舗との競争激化などで今治高島屋の経営が行き詰まり、これを打開するため運輸協定締結などで友好関係にあった伊予鉄道に資本提携を要請。1982年9月に資本提携を締結した。増資を行い、その調達資金を長期借入金の返済にあてて経営の刷新を図った。増資に際しては新株216万株を伊予鉄道、伊予銀行、愛媛相互銀行（現：愛媛銀行）が中心となって引き受け、全株式のうち伊予鉄道が19.4％、伊予銀行と愛媛相互銀行がそれぞれ5％所有することになった。
一方、1989年7月には四国初の東京への直行高速バスとして京浜急行電鉄との共同運行で東京〜今治間を結ぶパイレーツ号の運行を開始。低料金、乗り換えが不要で寝ている間に目的地に着くことなどが利用者に好調で、1992年8月には計画より半年以上早く輸送人員が10万人を突破した。1993年8月のお盆前後には期間限定で名古屋～今治間を結ぶ帰省バスを名古屋鉄道と共同で運行。同年末には、年末年始の期間限定で名古屋便に加えて、川之江～福岡間（途中、中・四国フェリーを経由）を結ぶ帰省バスを西日本鉄道と共同運行した。
また1995年7月には年末年始や夏休みなどの期間限定便として阪神バスと共同運行で大阪～今治間を結ぶ路線を開設し、2000年9月には大阪・神戸〜今治を結ぶいしづちライナーとして毎日運行を開始した。
1999年5月にはしまなみ海道の開通に合わせて、広島・尾道・福山〜今治を結ぶしまなみライナー（尾道線は2005年廃止）の運行を開始。2018年3月には、福岡～松山を結ぶ道後エクスプレスふくおかの運行に参入した。

## 沿革
- 1916年11月6日 - 広島県尾道市に「瀬戸内商船株式会社」設立。
- 1919年9月 - 多度津港・多度津駅間の連絡バスの運行開始。
- 1924年12月 - 今治港・今治駅間の連絡バスの運行開始。
- 1942年7月 - 戦時統合令に基づき、所有定期旅客船を広島県汽船・東海汽船へ現物出資。尾道〜今治港間の鉄道連帯貨物の船舶輸送開始。
- 1943年
  - 1月27日 - 商号を「瀬戸内運輸株式会社」に変更。
  - 4月17日 - 本店を広島県尾道市から愛媛県今治市大字新町地先埋立地に移転。

6月 - 東予地区のバス事業者を買収・吸収合併により統合し、海運業からバス事業へ転換。
- 1945年4月 - 広島県汽船などが合併し瀬戸内海汽船が設立され、瀬戸内運輸社長であった野間信凞が副社長に就任する(1962年まで)。
- 1946年 - 企業再建整備法に基づく、特別経理会社に指定される。
- 1949年
  - 10月 - 東予自動車整備工場を吸収合併。
  - 11月 - 西条営業所を開設。
- 1950年6月 - 一般貸切旅客自動車運送業認可。
- 1951年1月 - 小松営業所を開設。
- 1952年4月 - 瀬戸内タクシー株式会社を設立。
- 1956年1月 - 本社屋が新築落成。
- 1957年9月 - 大三島観光交通株式会社（現:瀬戸内海交通）設立。
- 1958年10月 - 小松営業所・壬生川出張所を統合し、周桑営業所を新設。
- 1959年12月 - 国鉄バスとの相互乗り入れ協定により新居浜〜阿波池田間の運行が始まり、定期路線が徳島県まで延長[10]。
- 1960年2月 - 松山みどりタクシー（現:瀬戸内タクシー有限会社）を買収。
- 1961年
  - 6月 - 株式会社せとうち観光社設立。
  - 12月 - 新居浜市営バスと運輸協定を締結[11]。
- 1962年10月 - 川之江営業所を新設。
- 1964年3月 - 伊予鉄道・琴平参宮電鉄と共同出資で四国急行バス株式会社を設立[12]。
- 1965年10月 - 新居浜市営バスから路線譲渡を受ける。
- 1966年8月 - 石鎚登山ロープウェイ株式会社設立。
- 1968年3月 - 別子山村営バスを譲受。
- 1969年
  - 　3月 - 乗合バスのワンマン運行開始。
  - 　5月 - 松山～今治間で特急バスの運行開始[13]。
- 1970年
  - 　8月 - 松山～新居浜間で特急バスの運行開始[14]。
  - 　10月 - 貨物自動車運送業の区域を拡大し、長距離トラックの運行開始。
- 1973年5月 - 今治センター（後の今治髙島屋）の株式約55%を取得し子会社化。
- 1974年12月 - 協同組合瀬戸内事務センター設立[15]。
- 1975年
  - 2月 - 東京事務所を開設。
  - 12月 - 国鉄の貨物輸送営業政策変更により鉄道連帯貨物の船舶輸送事業から撤退。
- 1976年4月 - 尾道出張所の貨物輸送事業を博運社に譲渡し、尾道出張所を閉鎖。
- 1977年
  - 2月 - 四国急行バスが解散。
  - 3月 - 貨物自動車運送事業を分離し、瀬戸内貨物株式会社（現:株式会社せとうち総業）設立。
- 1981年 - 乗合バスのワンマン化が完了[16]。
- 1984年
  - 3月 - 横峰寺登山バスの運行開始。
  - 6月 - 今治高島屋が閉店[17]。
- 1985年2月 - 今治高島屋が解散。
- 1987年10月 - シャディせとうち（現：シャディサラダ館小松店）オープン[18]。
- 1988年8月 - 株式会社せとうち整備今治を設立。
- 1989年
  - 7月 - パイレーツ号（今治〜東京間）の運行を開始。
  - 8月 - せとうち周桑バス株式会社を設立。
- 1993年5月 - 鈍川温泉観光の経営権をムーブグループに譲渡[19]。
- 1995年7月 - 新居浜整備工場を分離し、株式会社せとうち整備新居浜を設立。
- 1999年5月 - しまなみライナー（今治〜広島、福山、尾道間）運行開始。
- 2000年9月 - いしづちライナー（今治〜大阪・神戸間）運行開始。
- 2001年
  - 6月 - 広島営業所を開設。
  - 10月 - 菊間営業所を廃止[20]。
- 2005年6月 - しまなみライナー尾道線を廃止。
- 2010年4月 - 阿波池田線の七田〜阿波池田駅間廃止に伴い（同時に七田線に名称変更）、徳島県の路線バスから撤退。別子山線と余木崎線全線も廃止。
- 2016年4月 - イオンモール今治新都市シャトルバス運行開始。同時に神子森、葛谷方面行きの路線バスがイオンモール今治新都市へ乗り入れ開始。
- 2017年
  - 9月 – 新宮〜天日間廃止。
  - 11月 - シャディサラダ館小松店が閉店。
- 2018年
  - 2月 - 本社を今治市片原町から今治市東門町に移転[21]。
  - 3月 - 道後エクスプレスふくおか（松山･今治～北九州･福岡間）の運行に参入[22]。
- 2020年
  - 7月 - 新居浜営業所が多喜浜営業所に移転統合。多喜浜営業所が新居浜営業所となる。
  - 9月 - 加茂線を廃止。
- 2022年
  - 1月 - 公式Twitterを開設。
  - 9月 - オレンジハイツ線を廃止。
- 2023年9月 - 今治～葛谷線、神子森線、今治小松線を廃止。
- 2024年
  - 3月 - 霧の森線廃止
  - 6月 - バスロケーションアプリ「LAC（らく）バス」を導入し、正式公開を開始[23]。

## 営業所
今治営業所
愛媛県今治市東門町二丁目。隣接停留所も同名称。
周桑営業所
愛媛県西条市小松町新屋敷　隣接停留所も同名称。乗車券発売所がある。
新居浜営業所
愛媛県新居浜市多喜浜二丁目。隣接停留所を持たない。「せとうち整備新居浜」敷地内にある。
新居浜営業所が同市新田町に存在していた当時は多喜浜営業所として所在していたが、2020年7月に新田町の営業所閉鎖及びバスターミナル特化に伴い、移転統合の形で新居浜営業所となり、乗車券類の販売取り扱いも開始された。
観光車・大型車・中型路線車が夜間停泊する
川之江営業所
愛媛県四国中央市川之江町。最寄り停留所も同名称で、車庫敷地内にある。待合所と乗車券発売所がある。
広島営業所
広島県東広島市黒瀬町楢原。観光バス専業の営業所。

### 廃止された営業所など
西条車庫（出張所）　停留所名「西条車庫前」
停留所名は「西条済生会病院前」停留所に変更。跡地は同院の駐車場となった。
小松営業所
周桑営業所への統合移転後もバスターミナルは残っている。停留所名は「小松町役場前」を経て「小松総合支所前」に変更。
壬生川車庫
周桑営業所への統合移転後もしばらくバスターミナルは残っていた（停留所名「壬生川」）。現在は停留所自体が廃止されている。現在のそごうマート三津屋店の場所にあった。
菊間営業所
現在は「菊間」停留所。
土居車庫
まるがめボート無料送迎バスのかつての停留所に「旧土居車庫前」の記載が残っていたが、詳細は不明。
新居浜営業所(旧)
愛媛県新居浜市新田町二丁目。
多喜浜営業所への移転統合前までは、同地に新居浜営業所が存在していた。旧営業所の隣接停留所は住友別子病院への最寄り停留所だったこともあり、停留所名は長らく「住友病院前」とされ、住友病院前終着のバスは営業所敷地内での降車となっていた。同病院が建て替えられた際に敷地内にバスの乗り入れが可能なロータリーが設けられ、2018年3月20日より運用開始したことで「住友病院前」停留所が「住友別子病院」停留所に改称の上で病院敷地内に移転し、旧停留所は新たに営業所名である「新居浜営業所」と改称して停留所機能を維持した。特急松山線の停車及び神戸・大阪行き、東京行きの各高速バスの客扱機能は新停留所には移転せず、そのまま「新居浜営業所」停留所が受け持った。
営業所の建物内には待合所があり、乗車券類は同じ建物内にある「せとうち観光社」で瀬戸内運輸発行のほぼ全種類の乗車券を扱っているが、新居浜営業所事務所でも高速バスと区間式回数券・組み合わせ回数券など一部券種の購入が可能だった。
2020年7月に多喜浜営業所へ移転統合して旧営業所は閉鎖となり、せとうち観光社は敷地内に新設された店舗に移転した。停留所機能は引き続き維持し、名称を「新居浜西バスターミナル」と変更して営業所移転前と同じ路線を取り扱っている。旧営業所の建物は解体され、2021年4月に跡地の一部にバス待合所を兼ねたイートインスペースがあるローソンが開店。新居浜駅･川之江方面及び高速バスの乗り場が道路上からローソン横に変更された。西条市･今治市方面、特急松山市駅･JR松山駅前便の乗り場と高速バスの降り場は引き続き住友別子病院側の車線の道路上に設けられた停留所で扱っている。
新居浜市内の主要路線の始終点としての機能は移転後も維持しているため、営業所閉鎖後も暫くは車庫機能を残して夜間はほぼ中型路線車のみが停泊する形式をとっていたが、後に一時停泊機能のみに改められる事となり、始発便及び最終便の運行前後で多喜浜の現営業所から新居浜西バスターミナル間を回送運転する形がとられている。こうした名残から、「住友病院前→新居浜営業所」、「新居浜営業所→新居浜西バスターミナル」と2度の停留所名改称後も、当該停留所終着路線の行き先表示･車内放送では当初は「住友病院前」、「住友病院前行き」と案内され、後に「住友別子病院」、「住友別子病院行き」と案内されているが、これらの路線は全便「新居浜西バスターミナル」が終点となる。

## 路線

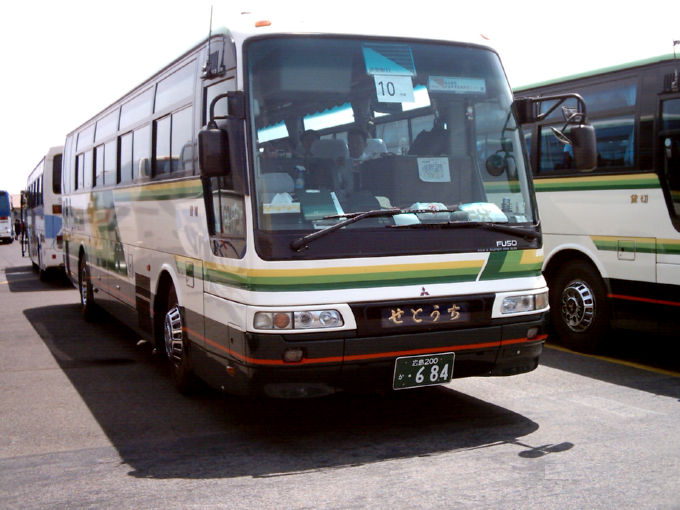
貸切バス

### 高速バス

#### パイレーツ号

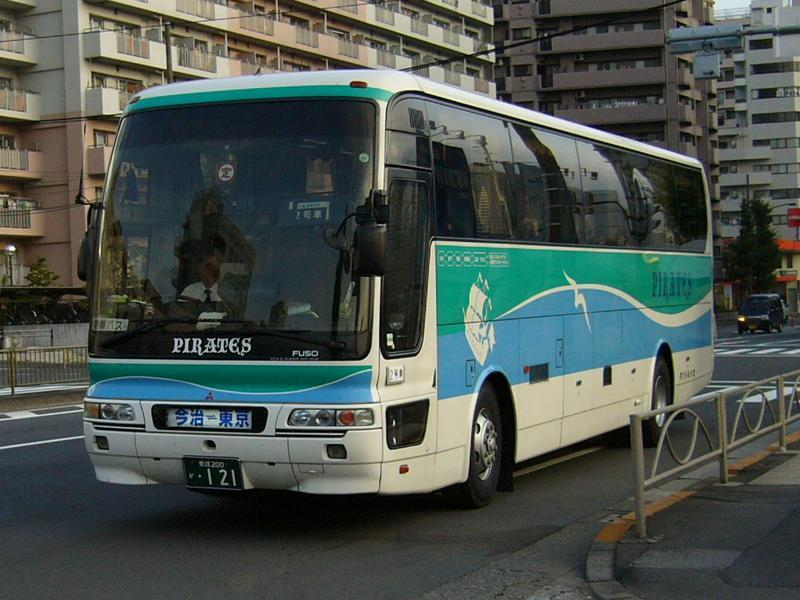
高速バス「パイレーツ号」

共同運行会社：東急バス（2024年4月1日 - ）
2015年9月30日までは京浜急行バスが、2016年4月15日〜2024年3月31日までは東急トランセが担当。
運行区間
渋谷マークシティ - 二子玉川ライズ - 新居浜 - 今治駅前 - 今治桟橋（今治港）
路線沿革
1989年7月14日 - 品川BT・浜松町BT発着で運行開始。当初は京浜急行電鉄（当時）との共同運行で、当時は所要時間が日本最長（13時間）のバス路線であった。
1993年3月5日 - 壬生川駅前への乗り入れを開始。
1997年7月19日 - 今治国際ホテル経由に変更。
2005年12月1日 - 東京側の運行会社を京浜急行バスから京急観光バスへ移管。
2008年3月16日 - 京急観光バスの会社清算に伴い、東京側の運行会社を京浜急行バスへ再移管。
2008年7月16日 - 新名神高速道路経由に経路を変更、それに伴い上下便とも出発時刻を20分繰り下げるダイヤ改正を実施。
2015年10月1日 - 前日をもって京浜急行バスが撤退、瀬戸内運輸の単独運行となる。京浜急行バスは東京側の運行支援のみ継続。
2016年4月15日 - 東急トランセ（下馬営業所）が共同運行に参入し、東京側の終点を渋谷マークシティに変更（二子玉川ライズ経由。品川と浜松町は廃止）。同時に運賃改定。これにより、京浜急行バス側の運行支援は終了。
2018年10月1日 - 今治駅前への乗り入れを開始、今治国際ホテルへの停車を廃止。
2024年4月1日 - 東急トランセの吸収合併により、同社担当便を東急バスが継承。

#### いしづちライナー
- 今治駅前 - 阪神神戸三宮駅・阪神大阪梅田駅
  - 共同運行会社：阪神バス

#### しまなみライナー
- 広島バスセンター - 今治桟橋

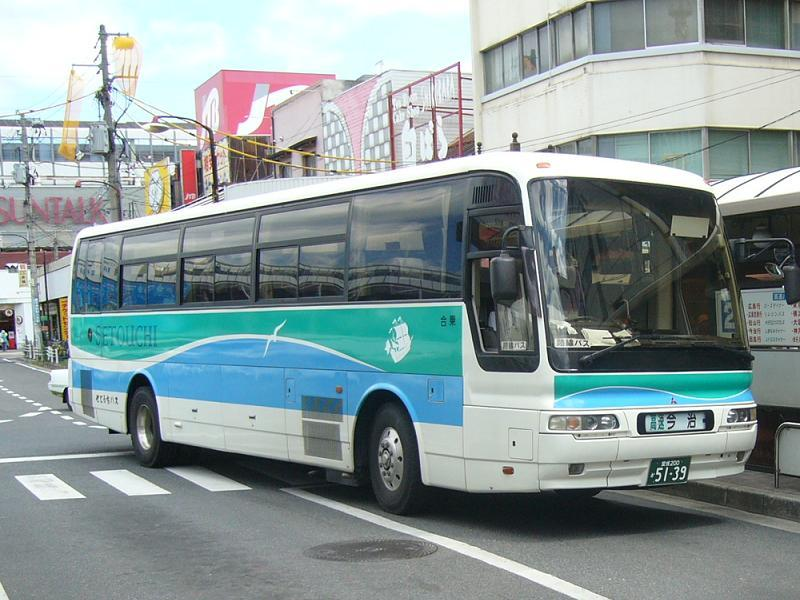
高速バス「しまなみライナー」

  - 共同運行会社：瀬戸内しまなみリーディング・広交観光
- 福山駅前 - 今治桟橋
  - 共同運行会社：瀬戸内しまなみリーディング・中国バス・鞆鉄道

#### 道後エクスプレスふくおか
- 松山室町営業所・松山市駅・今治桟橋・今治駅前 - 小倉駅前・博多バスターミナル・西鉄天神高速バスターミナル
  - 共同運行会社：伊予鉄バス・伊予鉄南予バス
  - 2018年3月1日より参入

### 主な一般路線バス
JR伊予西条駅前に位置する停留所名は、旧国名を省略して「西条駅前」と呼称する。なお西条駅は広島県に存在する。

#### 中距離系統
おおむね特急系と営業所間をまたぐもの。
- 特急 大三島（宮浦港） 大三島BS  - 伯方島BS - 吉海支所前 - 今治桟橋 - 今治駅前 - 玉川支所 - 大井野 - 奥道後 - 大街道 - 松山市駅　（今治営業所担当）
  - 今治桟橋 - 松山間の区間便もある。しまなみ海道開通前は今治桟橋 - 松山間を終日30分間隔で運行していた時代もあった。
  - 伊予鉄バスとの共同運行路線であったが、同社は2006年9月30日限りで運行から撤退、当社の単独運行となった。
  - 2006年10月1日今治駅 - 松山市駅1,000円などに値下げ。また旧北条市内の経路をバイパス経由に変更。
  - 2008年10月1日より、国道196号（菊間・北条経由）から国道317号（玉川経由）に経路変更。
  - 経路変更時は松山 - 宮浦港間3往復のみであった。その後増減便が行われた結果、2024年4月1日時点では松山 - 宮浦港間は経路変更時と同じ1日3往復の特急バスが運行されている。このうち1往復は宮浦港で夜間滞泊する泊まりダイヤの運用が組まれている。
  - 車両は、ハイデッカーの高速・観光仕様車が運用に就く。

- 急行 伯方島BS - 吉海支所前 - 今治桟橋 - 今治駅前
  - 平日朝に1往復運行される。土休日運休。

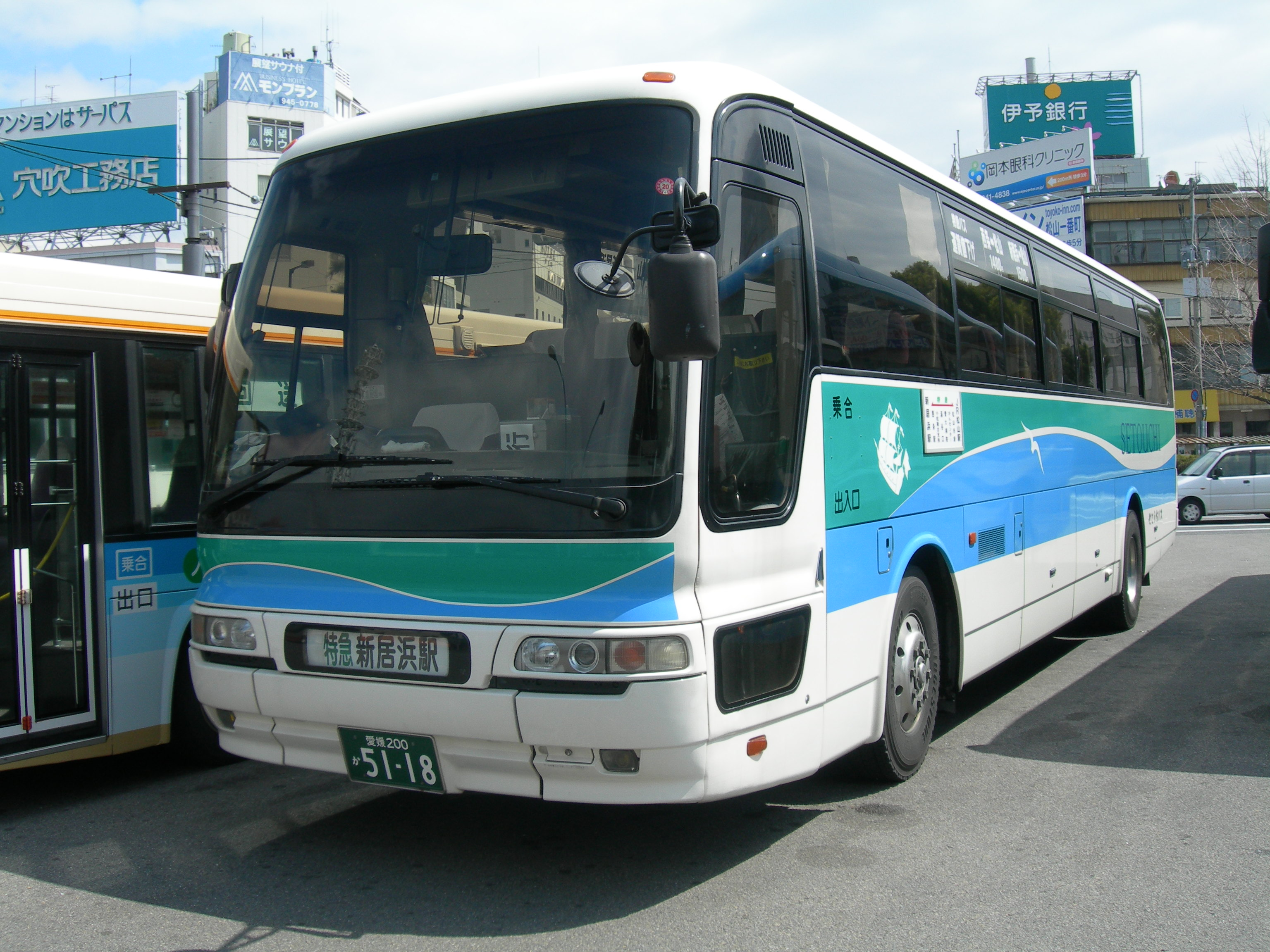
特急バス（松山駅前にて）

- 特急 新居浜駅 - 新居浜営業所前 - 西条駅前 - 小松総合支所前 - 川内 - 四国がんセンター - 松山市駅 - JR松山駅　
  - 伊予鉄バスと共同運行。瀬戸内運輸担当便は新居浜営業所が担当。
  - 桜三里（国道11号）経由。予讃線に比べると短絡ルート。並行する松山自動車道を利用しない。通過停留所がある上、かつて急行便があった名残で全便特急を名乗る。特急料金は不要。伊予鉄バス川内線ほかと、せとうちバス各線の一般路線の停留所を併用するが、停車しない停留所がある。
  - 2006年9月1日に運賃の値下げが実施された。新居浜駅 - JR松山駅間1,500円など。
  - 2013年10月1日より、（新居浜）市役所前 - 住友病院前間の経路を昭和通りから平和通り経由に変更。これにより、新たにリーガホテル前に停車し、元塚・登道・西原町3丁目には停車しなくなる。新居浜駅の発車時刻が、一部便を除き、毎時20分から毎時30分に変更される。

- 今治営業所 - 今治桟橋 - 今治駅前 - 河原津 - 小松総合支所前 - 西条駅前 - 住友病院前 - 新居浜駅　（主に周桑営業所担当）
  - かつては急行便として走っていたが今は各停。[要出典]
  - 2013年10月1日より、（新居浜）市役所前 - イオンモール間の経路を昭和通りから平和通り経由に変更。新たに西高入口・十全病院南口停留所が新設される。この経路変更により、新居浜駅より十全総合病院へ直接アクセスできるようになった。また、営業キロが変更になることに伴い、一部区間で運賃値下げとなった。
  - 一般路線車を使うものではせとうちバスで最長路線でもあることから、新車が投入されることが多い路線でもある。[要出典]

- 周桑営業所 - 小松総合支所前 - 西条駅前 - 住友病院前 - 新居浜駅 - マイントピア別子
  - 平日・土曜のみ運行。日曜・祝日は代わりに住友病院前 - マイントピア別子の区間便を運行。
  - 2013年10月1日より、マイントピア線の全便、山根線の一部便が愛媛労災病院経由となる。この経路変更により、新居浜駅から愛媛労災病院に直接アクセスできるようになった。

- 住友病院前 - 新居浜駅 - 土居 - 三島 - 川之江営業所　（新居浜営業所と川之江営業所が担当）
  - 三島医療センター経由便・豊岡台病院経由便、どちらも経由しない便もある。
  - 2011年10月から、一部の便が三島駅前 - 上分 - 川之江庁舎 - 山田井 - 川之江駅経由となった。
    - 経由パターンとして、「港通り経由」「三島医療センター・港通り経由」「上分経由」「三島医療センター・上分経由」「豊岡台病院・港通り経由」がある。

  - 2021年10月1日より、港通り、上分 経由ともにイオンモール - 市役所前 (新居浜) の経路を昭和通りから平和通り経由に変更。

#### 今治市周辺

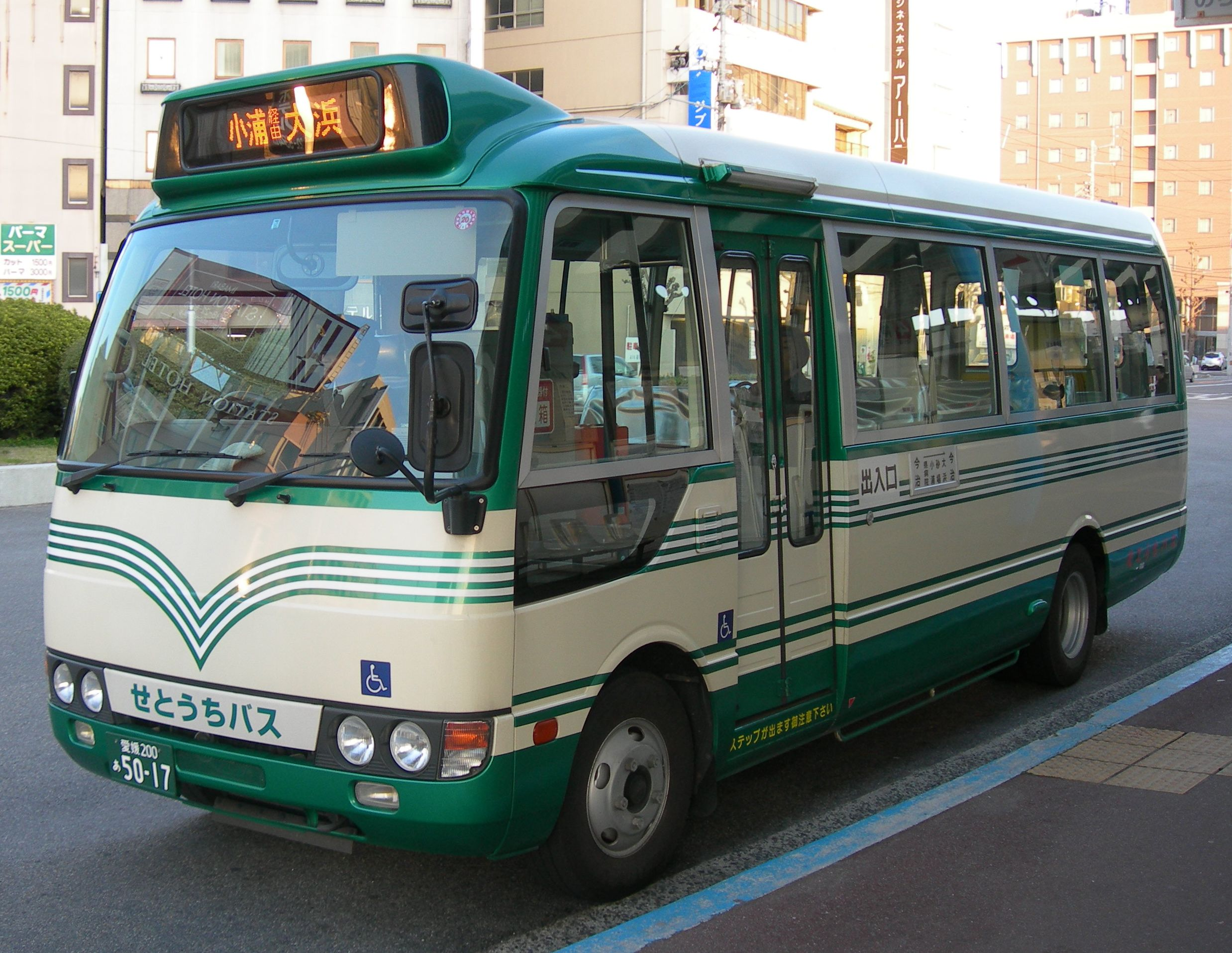
路線バス（今治駅前にて）

- 今治営業所 - 今治桟橋 - 今治駅前 - 波止浜 - 波方港北 - 西浦 - 小部 - 波止浜 -　今治駅前 - 今治桟橋 - 今治営業所
  - 来島・小島・馬島への定期船の出る「渡し場」経由（系統番号⑥）と、内陸を走る「郷山」経由（系統番号④）がある。
- 今治営業所 - 今治桟橋 - 今治駅前 - 波止浜 - 小部 - 西浦 - 波方港北 - 波止浜 - 今治駅前 - 今治桟橋 - 今治営業所
  - 「渡し場」経由（系統番号⑤）、郷山経由（系統番号③）がある。
- 今治営業所 - 今治桟橋 - 今治駅前 - 阿方 - 大西 - 星之浦海浜公園 -亀岡 - 太陽石油前 - 菊間
- 今治営業所 - 今治桟橋 - 今治駅前 - 近見 - 小浦 - 展望台入口 - 大浜南 - 今治駅前 - 今治桟橋 - 今治営業所
- 今治営業所 - 今治駅前 - 馬越 - 小泉 - イオンモール今治新都市
  - 一部、イオンモール直行便、岡山理科大学今治キャンパス・しまなみヒルズ経由便有り。また玉川支所からイオンモール今治新都市を経由せずに今治駅前などに向かう便もある。
- （系統番号②　桜井団地循環）今治桟橋 - 今治駅前 - 馬越 - 桜井団地 - 唐子台口 - 済生会病院前 - フジグラン前 - 今治営業所 - 今治駅前 - 今治桟橋
- （系統番号①　唐子台循環）今治桟橋 - 今治駅前 - 今治営業所 - フジグラン前 - 済生会病院前 - 唐子台口 - 桜井団地 - 馬越 - 今治駅前 - 今治桟橋
- 今治営業所 - 今治桟橋 - 今治駅前 - 唐子浜 - 浜桜井 - 今治駅前 - 今治桟橋 - 今治営業所

#### 新居浜市・西条市周辺
- 西条済生会病院前 - 西条駅前 - 石鎚ロープウェイ前 - 西之川
- 住友病院前 - 新居浜駅 - 中萩駅前 - 西条駅前 - 西条済生会病院前
  - 国道11号経由で、新居浜西部地区と新居浜市内中心部・住友病院前あるいは西条市（西条駅前 - 西条済生会病院前）を結ぶ、U字型路線。
  - 特急新居浜 - 松山線、新居浜 - 今治線、マイントピア別子 - 周桑営業所線、パイレーツ号、いしづちライナー号は、住友病院前 - 西条済生会病院前間は産業道路を経由する。** 愛媛県総合科学博物館経由便・南高入口経由便あり。
- 広瀬公園 - 西之土居 - 住友病院前 - 十全総合病院前 - 労災病院 - 垣生 - 多喜浜駅
  - 住友病院前 - 多喜浜駅の区間便あり。
- 住友病院前 - 十全総合病院前 - 新居浜駅 - 平形 - 多喜浜駅 - 黒島
  - 黒島で大島行き新居浜市営渡海船に乗り継ぎ可能。夕方のみ工場前始発便あり。ここでいう工場とは住友金属鉱山およびその周辺に展開する住友グループの事業所。
  - 2013年10月に経路変更し、これまでの市役所前の名称が簡易裁判所前に変更された。さらに、そこから市役所前（旧市役所前の数百m先に新設）・久保田・警察前・高木入口・新居浜駅経由となり、そこから高専通りに入り、新設された庄内町5丁目・庄内町1丁目・新居浜高専前の各バス停を経由して平形から従来の路線に戻る形となった。これにより、従来経由していた田所バス停を通らなくなるため、同バス停は2013年9月30日の運行を以て廃止された。
- 住友病院前 - 労災病院（一部便） - 新居浜駅 - 山根グラウンド - マイントピア別子
  - 平日は周桑営業所から同区間に直通する便もある（上記参照）。
  - 山根グラウンド止まりの便あり。
- 新居浜駅 - 高木入口 - 警察前(新居浜) - 久保田 - 市役所前(新居浜) - 西高入口 - 十全病院南口 - イオンモール新居浜
  - 2025年4月1日から、新居浜駅 - イオンモール新居浜直行便ではなく、途中のバス停にも停車しながら運行する形に変わった。
    - 2025年3月31日まではシャトルバス直行便で、運賃は片道210円であった。昭和通り・平和通りを経由する一般路線バスの両停留所間の運賃250円に比べ割安であった。
    - 2007年4月1日より土曜・日曜・祝日のみの運行、さらに2012年以降は日曜・祝日のみの運行となった。平日および土曜日は上記の住友病院前行など、同モールを経由する路線バスの利用となる。

##### 新居浜太鼓台祭りシャトルバス
2007年の新居浜太鼓台祭りにおいて「西条まつり・新居浜太鼓祭り観光ブランド化推進実行委員会」による無料シャトルバスが運行され、新居浜営業所が運行を担当した。運行経路は次の通り。
- 新居浜駅前 - 市営球場　国領川河川敷　川西・川東・川東西部地区統一かきくらべ会場

通常路線バスの直通系統が無く、元塚で乗換となる区間を直通で結んだ。
- 新居浜駅南口 - 山根浄水場(マイントピア線臨時山根グラウンドと同一箇所）山根グラウンド上部地区統一かきくらべ会場

祭り見学時間帯に有効な路線バスが極少だった区間を補完した。通常バスが発着しない新居浜駅南口を活用し、楠中央通りを避けたことで、見物客のマイカーや移動する太鼓台による渋滞を極力回避したことが特徴。

#### 四国中央市周辺
- 川之江駅 - 上分 - 七田

※JR四国バス川池線代替バス。1往復の運行。

### フリー乗降バス
山間部・閑散部を中心に、フリー乗降区間を有する路線がある。公式サイトには明記されていないが、該当路線では車内放送で案内がある。
- マイントピア別子線：山根グラウンド - マイントピア別子間
- 西之川線：船形橋 - 西之川

### オレンジフェリー連絡バス
路線乗合バスを大阪南港-東予港間のオレンジフェリーに接続する連絡バス（貸切）併用として運行している便がある。東予港での乗降客は運賃無料、それ以外の停留所相互間の利用者は一般路線バス同様運賃を支払って利用できる。
東予港ゆきは予約不要だが、今治・新居浜ゆきは大阪南港乗船券発券所か船内の案内所で乗車整理券を受け取る必要があり、整理券がない場合は乗車できないこともある。
次の2路線が運行されている。
- 新居浜・西条方面
  - 新居浜駅 - 東町 - 住友病院前 - 西条駅前 - 小松総合支所前 - 東予港
    - 東予港行は新居浜・西条方面から小松方面への最終便を兼ねる。停留所名は「東予港」だが方向幕は「オレンジフェリー」を表示する。同区間のせとうちバスの各停留所に停車する。
- 今治方面
  - 今治営業所 - 今治桟橋 - 今治駅前 - 桜井 - 河原津 - 壬生川駅 - 小松総合支所前 - 東予港
    - 同区間のせとうちバスの各停留所に停車する。

車両は新居浜、西条方面は路線用の中型車または大型車（中乗り・前降り）、今治方面は特急バス用車両が使用される。また繁忙期にはオレンジフェリーが独自でワゴン車を出し、今治桟橋 - 東予港で直通運行するなどの対応がとられる。路線バス併用という特徴上、バスもしくはフェリーが遅延した場合も、接続するフェリー・バスは定刻に出発する。
なお、フェリー連絡バスには自転車の持ち込み（輪行）はできない。
定期路線バス併用の接続バス以外に、壬生川駅ゆき直行便も瀬戸内運輸が運行している。こちらもフェリー客は運賃無料で、着岸時と船内滞留時間終了時刻である7時の2回運行される。この路線は船内発行の整理券なしで利用できる。かつては東予港から新居浜市内主要停留所経由の新居浜東港ゆきバスが運行されていたが、現在は運行されていない。また、おれんじえひめ就航前日の2018年8月24日までは、東予港から住友病院前（現在の新居浜西バスターミナル）と新居浜駅のみ停車の直行バスが運行されていた。

#### かつて運行していたバス路線
- しまなみライナー（新尾道駅 - 今治桟橋）
  - 瀬戸内しまなみリーディング・中国バス・本四バス開発と共同運行していた。廃止後は因島大橋での乗り換えを呼びかけている。また、今治・尾道間の乗り継ぎ乗車券も販売されている。
- 七田 - 佐野 - 阿波池田駅
  - JR四国バス川池線で共同運行路線。2001年にJR四国バスが撤退し、2010年に七田以遠が廃止された。
  - 七田 - 佐野は代替路線なし。佐野 - 阿波池田駅は三好市営バスが代替路線。
  - かつては住友病院前 - 土居 - 川之江と、川之江以西にも足を延ばしていた。
- 松山 - 川内営業所 - 西条営業所 - 川之江駅・阿波池田駅
- 住友病院前 - 三島駅前 - 阿波池田駅
  - 特急便。昭和43年7月16日の改正で松山からの直通特急便の運行がされていた。
- 新宮 - 天日
  - 四国交通からの移管区間だった。四国中央市福祉バスが代替路線（四国交通も参照）。
- 三島駅前 - 上分 - 新宮 - 霧の森
  - 川池線廃止代替バス(新宮 - 霧の森を除く)。新宮以西は2010年4月に延伸。
  - 三角寺口 - 新宮 - 霧の森間はフリー乗降区間であった。2024年3月廃止。
- 川之江営業所 - 三島駅前 - 富郷 - 別子橋 - 別子山支所（新居浜市役所別子山支所前）
- 川之江営業所 - 川之江駅 - 余木 - 鳥越（余木崎線）
- 西条済生会病院前 - 西条駅前 - 中之池 - 川来須 (加茂線)
- 周桑営業所 - 小松総合支所前 - 禎瑞 - 西条駅前 - 下島山 - オレンジハイツ
- 新居浜東港 → 新居浜駅 → 住友病院前　
  - フェリー連絡バスだが運賃有料だった。オレンジフェリー大阪航路が新居浜東港を経由しなくなったため廃止。
- 菊間営業所 - 西山
- 菊間営業所 - 浅海 - 北条本町
- 今治営業所 - 今治駅前 - 延喜 - 大西 - 山之内
- 今治営業所 - 今治駅前 - 近見山
- 今治営業所 - 今治桟橋 - 今治駅前 - 馬越 - イオンモール今治新都市 - 玉川支所 - 鈍川温泉 - 神子森
- 今治営業所 - 今治桟橋 - 今治駅前 - 馬越 - イオンモール今治新都市 - 玉川支所 - 竜岡 - 木地口 - 葛谷
  - 代替交通手段として、2023年10月より今治市が玉川地域で玉川地域乗合タクシー（常盤タクシー）の運行を開始した。
- 今治営業所 - 今治桟橋 - 今治駅前 - 志々満原 - クアハウス今治 - 三芳 - 小松総合支所前
  - 廃止後に運行区間を浜桜井までに縮小し、桜井線（今治営業所～浜桜井～今治営業所）が開設された。
- 今治営業所 - 今治桟橋 - 今治駅前 - 立花 - 中寺 - 下朝倉 - 朝倉支所前

- 今治陸地部観光周遊バス「高虎号」

2006年4月より運行を開始した。今治城を築城した藤堂高虎が名前の由来である。日曜日のみ1日5便を運行している（12月から2月は運行休止）。車椅子のほか自転車の搭載が可能である。乗車券は1日乗り放題で大人1人500円、当日中に限り今治市内の指定された路線・区間の一般路線バスに片道1回乗車可能である。
以前は土日祝日運行していたが、2010年4月より日曜のみとなり、経由地が変更され、野間馬ハイランド・来島海峡展望館を経由しなくなった。
2013年度に「しまなみ海道彩りバスツアー」が開始することとなり運行終了。
ルートは以下の循環系統であった。
今治桟橋→今治駅前→今治国際ホテル→今治城→タオル美術館ICHIHIRO→サンライズ糸山→今治桟橋
- 第5便（最終便）は今治桟橋到着後、希望があれば今治駅・今治国際ホテルまで延長運転する。

- 島嶼部観光周遊バス「鶴姫号」

2010年より運行を開始した。日曜日・祝日に1日1便を運行している（12月から3月は運行休止）。自転車の搭載が可能である。
ハイデッカー車両で運行され、車体には来島海峡大橋や大山祇神社などの絵が描かれている。また、地域のボランティアによるガイドも行われている。
2011年よりこれまでの日曜日に加え祝日も運行を開始し、今治桟橋・今治国際ホテルを経由しなくなった。
2013年度に「しまなみ海道彩りバスツアー」が開始することとなり運行終了。
ルートは以下の循環系統であった。
今治駅→亀老山展望公園→潮流船乗り場（村上水軍博物館）→マリンオアシスはかた→鶏小島キャンプ場→道の駅今治市多々羅しまなみ公園→大山祇神社→道の駅今治市多々羅しまなみ公園→今治駅

## 運賃割引制度

### 回数券
- 一般路線用

組み合わせ回数券
1冊2000円で2200円分の金額券がつづられており、車内販売も行っている。高速バスでは利用できないが、瀬戸内海交通の大三島 - 今治線、せとうち周桑バスでも利用できる。有効期限はない。
金額式回数券
10枚分の値段で11枚つづり。有効期限はない。50円券から690円券まで発売。
区間式回数券
普通運賃710円以上の区間で、区間を指定して発売される。
710円以上1,000円以下の区間は、6枚分の運賃で5枚つづり。有効期限はない。
1,010円以上の区間は4枚つづりで普通運賃の2割引。有効期限なし。途中下車前途無効。
新居浜 - 松山特急線の区間式回数券は、伊予鉄バス運行便でも共通利用できる。伊予鉄バスも発売しており、共通使用が可能だが、伊予鉄バス発行分は有効期限が発行日から3ヶ月となっているより。定期券は発行会社のバスのみ利用できる。
往復乗車券
普通運賃710円以上の区間で、区間を指定して発売される。1000円までの区間は1割引き。1010円以上の区間は1.5割引。
- 高速路線バス専用回数券

広島線、福山線、神戸・大阪線は4枚つづりで共同運行会社と共通利用可能。
東京線は2枚つづりと4枚つづりがあり、共同運行会社と共通利用可能。6か月有効。
広島線、福山線には往復割引乗車券があるが、神戸・大阪線と東京線にはない。

### 障害者割引
身体障害者、知的障害者、精神障害者とも障害者手帳提示で運賃が半額となる。身体障害者手帳、療育手帳は組み合わせ回数券が利用可能だが、精神障害者保健福祉手帳は支払いが現金のみで高速バス・特急バスは割引対象外。

## 車両

### 路線車
三菱ふそう車・日野車・いすゞ車を保有する。
一部の路線・便を除き、運行車両を中型車で統一している。自社発注の中型車はセミハイバックシートが標準装備となっている。
西条市中心部から石鎚山へのアクセス路線には、観光タイプと同じ足回りを持つエアサス車および、9mの観光タイプ車両の三菱ふそう・エアロエースショートタイプを充当して、他の一般路線との差別化を図っている。
1998年には愛媛県内のトップを切ってワンステップバス導入を実施した。ワンステップ車両の比率は高いが、車椅子に乗ったまま乗車できる車両は車椅子マークのある車両に限られる。これ以外の車両はワンステップバスであっても、準ワンロマ仕様で車椅子搭載スペースやスロープの設備がない。一部路線では、車椅子用リフト付きマイクロバスによる運行もある。
中型車は三菱ふそう・エアロミディと日野・レインボー、ワンステップバスは三菱ふそう・エアロミディと日野・レインボーIIを導入している。
ノンステップバスの導入はなかったが、2017年には東京線の夜行高速バスの共同運行を始めた縁で、今治営業所と新居浜営業所に東急バスからエアロミディノンステップが中古導入された。また、阪神バスからの移籍車でいすゞ・ジャーニーKと日野レインボーも在籍している。ハイバックシートでなく、メモリブザーも阪神バス時代のものを使用している。
2018年に日野レインボー（2代目）を新製配置し、翌2019年には日野レインボーの「みきゃん」ナンバー付車両を導入した。
大型車は全車移籍車で、かつては宇野自動車からの移籍車が在籍していたが、2000年代で除籍された。2020年現在は阪神バスからの移籍車の日野ブルーリボンシティが今治営業所に2台、周桑営業所に1台在籍している。
特急便（大三島線・新居浜松山特急線・今治松山線）には、エアロバス（トイレなし）が中心に運用される。オレンジフェリー連絡バスなど他路線の運用に入ることもある。今治営業所では元阪神バスの西日本車体工業製車体のバスも運用されている。新居浜松山特急線には日野・セレガ（みきゃんナンバー）も導入されている。古くは特急路線で日産ディーゼル車の運用も見られたが、1990年代までに廃車されている。
行先表示装置は、路線バス・高速バスとも方向幕式と、近年導入された車両を中心にLED式のものが共存するが、路線バスは2025年現在は大半がLED式となっており一部のスクールバス等を除いて方向幕式のバスはほぼ淘汰された。側面行先表示器の設置がなくサボを使う車両もある。放送装置は、8トラックと音声合成式が混在していたが、こちらも音声合成式に置き換えられた。
主力車種
- 三菱ふそう・エアロミディMK
- 日野・レインボー
- いすゞ・ジャーニーK
- 日野・ブルーリボンシティ

### 高速車
- 三菱ふそう車・日野車
  - 『パイレーツ号』東京線はエアロエースでセンタートイレ・乗務員仮眠室付き3列シート車。後続便はエアロクィーンが運用につく。(東急トランセと共同運行)  また、福岡線用の日野セレガも東京線に入ることがある。
  - 『いしづちライナー』大阪線昼行便はエアロクィーンまたはエアロバス/エアロエースのリアトイレ付き4列シート車。高速車塗装。夜行便はエアロエースでセンタートイレ・乗務員仮眠室付き3列シート車。後続便はエアロクィーンが運用につく。(阪神バスと共同運行)
  - 『しまなみライナー』福山線は、阪神バスから移籍した三菱ふそうエアロクィーン、日野セレガで運用。また、広島線に後続便としてエアロクィーンが運用される場合は特急バスのエアロバスなどが代わりの運用につく。なお、時々、いしづちライナー用のエアロエース がしまなみライナーとして運用される。
  - 『しまなみライナー』広島線は、エアロバスのトイレ付きが運用につく。後続便はエアロクィーンやエアロバスのトイレなしが運用される。2019年8月頃から東急バスから譲り受けたエアロエース トイレ付きが運用に入っている。また、ナンバーはみきゃんナンバー。なお、フロントガラス上の緑のラインはない為、いしづちライナーへの運用、後続便の運行は考えられていない様子。なお、時々、いしづちライナー用のエアロエース がしまなみライナーとして運用される。また、上記の車両が車検などで運用につけない時は、エアロバス が運用される。
- 2018年新規参入路線の松山と福岡を結ぶ道後エクスプレスふくおか便に瀬戸内運輸初、日野セレガの新車を導入。フロント部に「SETOUCHI」の文字が輝いている。

### 特急車
- 三菱ふそう車・日野車
  - エアロバス/エアロクィーン（トイレなし）ほぼ高速車塗装車に統一されているが、貸切の旧デザイン塗装車も走っている。2019年には日野セレガが導入されている。

### 貸切車
- 三菱ふそう車

大型車両は三菱ふそう・エアロクイーン(スーパーハイデッカー)またはエアロバス/エアロエース(ハイデッカー)
で統一されている。新デザインの塗装を施したエアロクイーンには「SETOUCHI QUEEN」の愛称がつけられ車体側面に記されている。またエアロエースには「SETOUCHI BUS」と車体側面に記されている。中型車両は三菱ふそうエアロエースショートタイプ、小型車両はマイクロバスの三菱ローザがある。

## 関連会社
関連子会社として9社を擁する。
- 瀬戸内海交通
- せとうち周桑バス
- 石鎚登山ロープウェイ
- せとうち整備今治
- せとうち整備新居浜
- せとうち観光社
- せとうち総業
- 瀬戸内タクシー（株）（今治市）
- 瀬戸内タクシー（有）（松山市） - 瀬戸内タクシー株式会社とは「瀬戸内タクシー」という社名や車両保有数（26台）まで同じであるが、全くの別会社。

### かつて存在した主な会社
- 今治髙島屋

かつて今治市に、髙島屋（大阪）が瀬戸内運輸と共同で「せとうち髙島屋」（のちに今治髙島屋と改称）を開店したが、売上低迷により閉店。閉店後、「髙島屋前」バス停は「今治バスセンター」に改称された。なお、跡地は駐車場となっている。